# Obchodní centrum Cíl

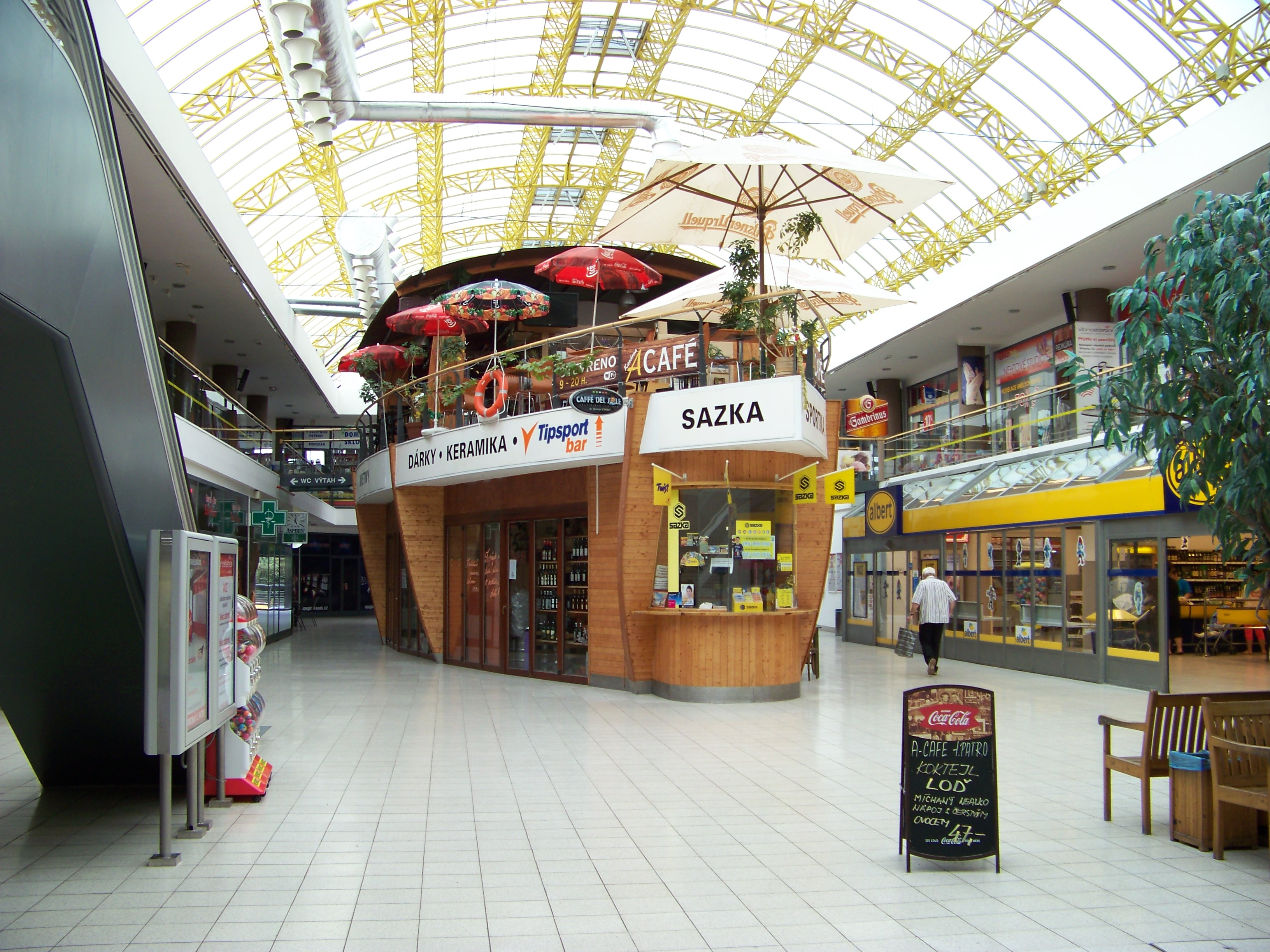
Interiér obchodního centra s novodobou vestavbou, v roce 2013

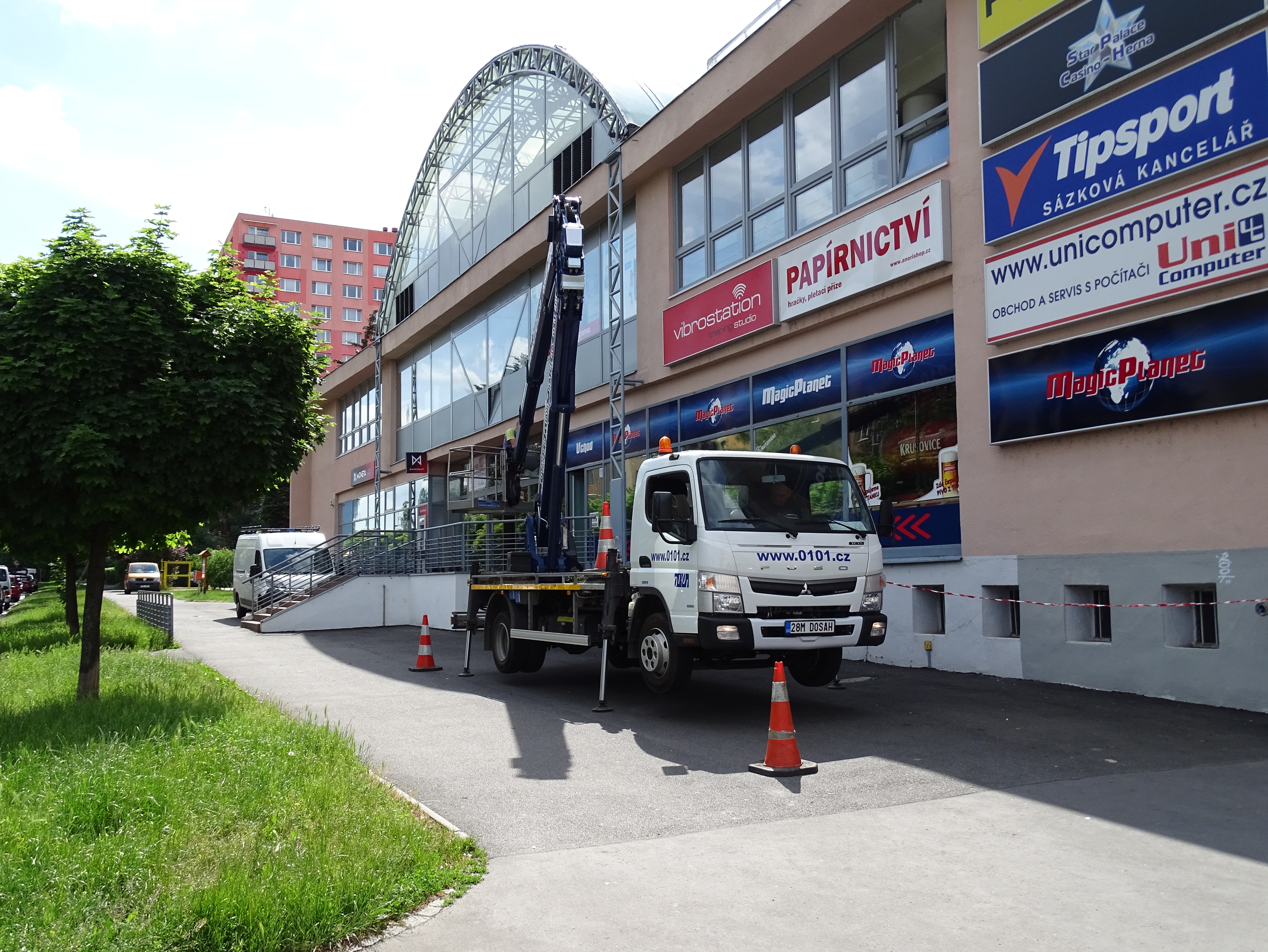
Severní průčelí v roce 2017

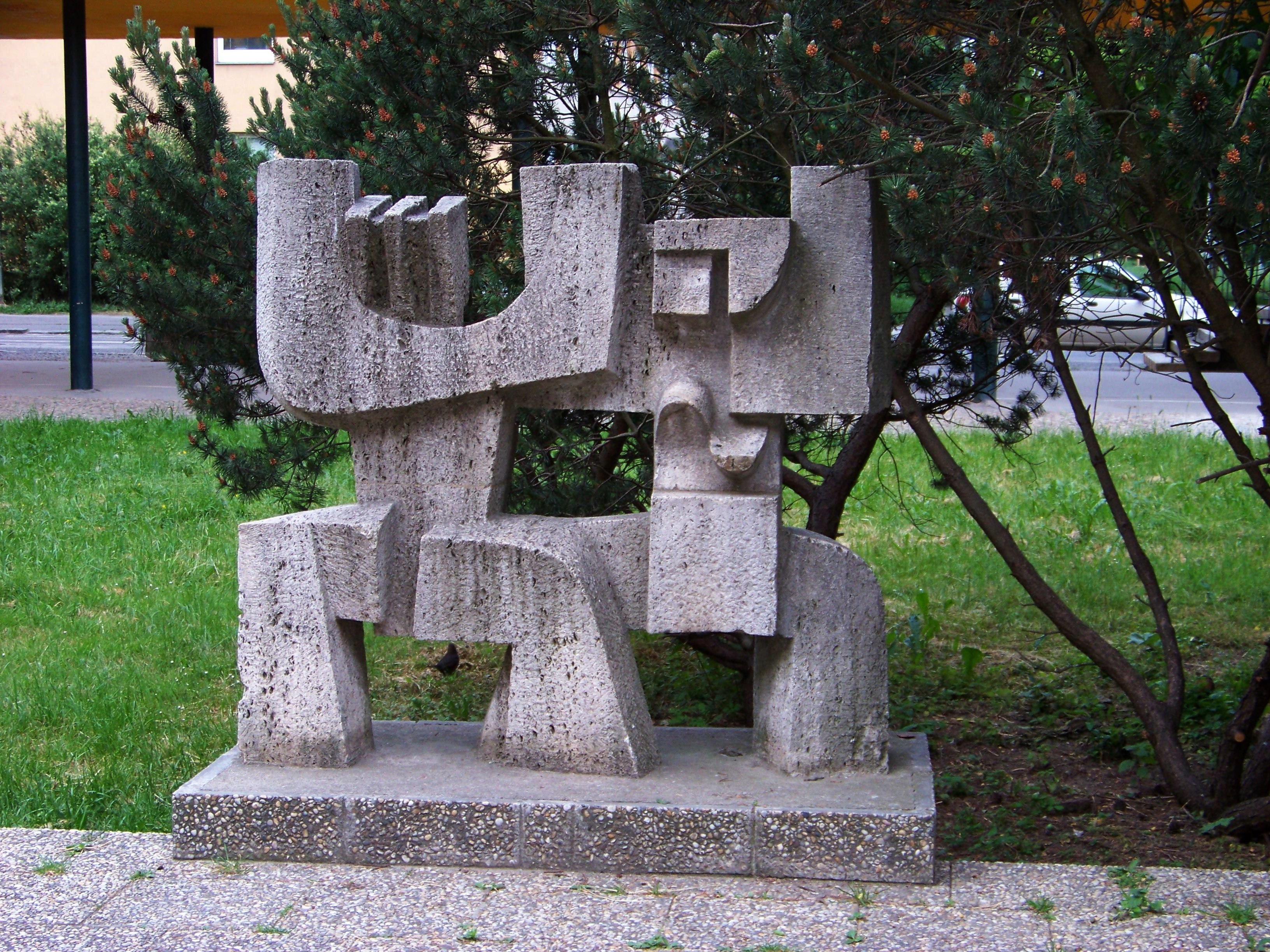
Plastika Tanec od akademického sochaře Ladislava Kovaříka byla do počátku 90. let umístěna ve fontáně v atriu obchodního centra Cíl, poté byla přemístěna k obchodnímu centru Novodvorská.

Obchodní centrum Cíl, původně označované spíše jako obchodní dům Cíl, je nákupní centrum z roku 1969 (či 1967), tvořící obchodní, dopravní a společenský střed sídliště Zahradní Město východ v Záběhlicích v Praze 10, na adrese Topolová 2915/16. Z téhož roku pochází i protilehlý komplex, tvořený kruhovou budovou bývalé restaurace Vesna a navazujícím kulturním střediskem, kde se nachází pobočka městské knihovny a kulturní sál, naposledy funkční pod názvem Klub Cíl. Ze třetí strany uzavírá prostranství před obchodním centrem výšková desková budova penzionu Zahradní Město (Rezidence Topolová), původně ubytovna pro stavbaře a hotel, s průchodem, který byl v 90. letech dodatečnými vestavbami zúžen na minimum.

## Popis a historie
Autory návrh obchodního domu byli Aleš Bořkovec a Vladimír Ježek.
Obchodní centrum Cíl je jednopatrové, na obdélném půdorysu, s vnitřním atriem, původně bylo nezastřešené a s otevřenou severní a jižní stranou. Jeho centrem je ve východním křídle přízemí samoobsluha, původně pražského řetězce Pramen, která se v devadesátých letech změnila v supermarket Julius Meinl a později v supermarket Albert. Na bruselský styl upomíná použití půdorysu čtyř prolínajících se kruhů v různých úrovních v jižním prodloužení východního křídla budovy, z nichž spodní kruh původně sloužil jako papírnictví, sousední jako diskotéka a nejvyšší jako kavárna, a naproti jim tvořila protiváhu kruhová restaurace Vesna. V přízemí se původně jižně od samoobsluhy nacházela trafika a pultová prodejna pečiva, severně od vstupu do samoobsluhy pak pultová prodejna ryb a drůbeže. V přízemí západního křídla se nacházely provozovny služeb, například spořitelna, opravny oděvů a obuvi, fotosběrna a kadeřnictví. V patře byla zejména ve východním křídle velká cukrárna. V patře západního křídla byla například zakázková krejčovská dílna, propojená s přízemní provozovnou.
V atriu byl původně situován travertinový obdélníkový bazének s vodotryskem a s plastikou Tanec od akademického sochaře Ladislava Kovaříka.
V roce 1969 byla u obchodního centra natočena scéna k 1. dílu I. série seriálu Pan Tau, v roce 1972 se v prostředí obchodního centra natáčely scény k filmu Akce Bororo. V areálu se natáčely některé scény filmové komedie Milana Šteindlera Vrať se do hrobu! z roku 1990.
V devadesátých letech 20. století bylo obchodní centrum privatizováno a následně přestavěno. Vnitřní atrium, do té doby volně průchozí, bylo zaskleno, uzavřeno z jižní i severní strany dveřmi a zastřešeno. Zprostřed atria byla odstraněna kašna s plastikou a nahrazena patrovou vestavbou, tvarem připomínající koráb, a výtahem do patra. Původní název „Cíl“ se stal nenápadnějším a méně užívaným, autobusová zastávka Cíl byla přejmenována na Centrum Zahradní Město. Obchodní centrum bylo označováno jako OC Atrium Cíl, a nějakou dobu bylo označeno nápisem Galeria Shopping, nová označení však zanikala ve změti pestrobarevných reklam a jako označení obchodního centra se nikdy významněji neujala.
Za obchodním centrem u Jahodové ulice bylo vybudováno nové parkoviště. Na tomto pozemku byl původně plánovaný kinosál až pro 500 diváků, autorem projektu byl Josef Šedivý, autor restaurace Vesna, k výstavbě však nikdy nedošlo.
Článek z roku 2013 konstatoval, že z kdysi moderního a výstavného areálu se stává odporný pajzl, vytrácejí se solidní podniky a zůstává jen supermarket Albert a několik dalších provozoven, přičemž restaurace a kavárny se mění na zakouřené hospody. Kavárna v kruhovém objektu v patře se změnila nejprve na dlouhá léta na solidní pizzerii, potom na špatnou pizzerii, pak na zakouřenou hospody se špatným a drahým jídlem a kolem roku 2013 byla zavřena, protože tam už nikdo nechodil. V patře architektonicky zajímavé vestavby ve tvaru lodě byla nejprve kavárna s dortíky a chlebíčky, v roce 2012 zmizely dortíky, potom mizeli hosté a poté kavárna začala čepovat pivo, změnila se klientela a z noblesní kavárny se stal zakouřený nepříjemný bufet. Pod kavárnou se v roce 2013 objevila vinárna, ale ještě téhož roku zmizela. V patře ve východním křídle se už několikrát snažily přežít lahůdky s jídelními stolky, ale vždy zkrachovaly, pak se tam objevilo čínské občerstvení, ale článek na webu Desítka.cz jeho úspěch komentuje slovy: „nikdy jsme tam neviděli nikoho jíst“. Ve vestavbě v zastřešení autobusové zastávky vedle novinového stánku byl původně čistý a příjemný bufet na stojáka s levnými saláty a sladkým pečivem, obsadily jej však existence podobající se bezdomovcům a sortiment se změnil na pivo, uzeniny a připálené bramboráky a nakonec byl bufet uzavřen. Později se tam objevila čínská jídelnička, do které málokdy někdo chodil, a nakonec kebabárna a pizzerie, sloužící spíš jen jako výrobna pro zakázkový rozvoz. Dojem v roce 2013 dokresloval ošuntělý karavan s pečivem a ubrusy a povlečení na improvizovaném pultu pod širým nebem před hlavním vchodem. Dlouhodobým neřešeným problémem se staly rozbité neudržované chodníky a rozpadající se zídky a květinové boxy na prostranství před obchodním domem.
Podle článku z října 2016 se po změně vlastníka zvýšila cena nájmu natolik, že je bez nadsázky půlka prázdná, především na galerii v patře. Na místě zaniklé lékárny v přízemí nic není. Místo dobře vybaveného papírnictví, kde se prodávaly i hračky a deskové hry, jsou Vietnamci. z nálevny ve vestavbě pod střechou se však stala opět solidní kavárna.
Podle webu městské části se obchodní, společenské a kulturní centrum sídliště změnilo na lokální obchodní centrum převážně pro lidi, kteří vůbec nenakupují autem, nebo pro nákupy menšího obsahu a služby, přičemž zaměření centra je především na méně majetnou klientelu.
V roce 2018 objekt samotného obchodního centra včetně zastřešení s vestavbami u autobusové zastávky vlastní skupina CPI Property Group. Jednotlivé prodejní prostory jsou pronajímány chaoticky a bez koncepce, v některých se nájemci rychle střídají a mnohé jsou dlouhodobě nevyužité. Na svém původním místě zůstala spořitelna. V prostorách bývalého papírnictví je od 90. let stabilně drogerie, v jejímž vlastnictví se však vystřídalo několik řetězců. Papírnictví a holičství se usadily v patře východního křídla. Nějakou dobu byla v přízemí západního křídla i lékárna, ale dlouho nevydržela.

## Vesna a kulturní centrum
Autorem objektu restaurace Vesna pro 120 osob a navazujícího kulturního domu byl Josef Šedivý.
V objektu panoramatické restaurace Vesna se původně nacházel i samostatný výčep, ze severní strany pak malá prodejna polotovarů a další cukrárna. Ochoz objektu sloužil jako restaurační zahrádka.
Objekt restaurace Vesna se stal nejprve prodejnou koberců, pak klasickým vietnamským obchodem se zbožím všeho druhu („vietnamskou hrabárnou“) a byl přejmenován na Koloseum.
Kulturní sál sloužil v 80. letech jako kino pro 16mm filmy, později především jako koncertní klubový sál. Kulturní středisko Klub Cíl přestalo být využíváno. Naposledy působilo pod hlavičkou příspěvkové organizace KD Eden - Klub Cíl, p.o., ovšem kulturní dům Eden ve Vršovicích rovněž dlouhodobě chátrá a je nevyužívaný.
Pobočka Městské knihovny byla kvůli zanedbanému stavu a chystané rekonstrukci uzavřena od 2. října 2017.  Znovuotevřena po rekonstrukci byla 11. listopadu 2019, původní prostory byly rozšířeny a nyní obývá celé jedno patro o rozloze 546 m² a provozní doba se rozšířila na 5 pracovních dnů v týdnu.
Ze zadní strany směrem k autobusové otočce jsou ve sníženém podlaží garáže, které sloužily i jako autodílna.

## Revitalizace prostranství
Podle webu Prahy 10 veřejný prostor vymezený obchodním centrem, někdejší panoramatickou restaurací Vesna a penzionem je v neutěšeném stavu, nenabízí nic, proč by se zde kdokoliv mohl zastavit, a funguje jen pro příchod k zastávce autobusu nebo do obchodního centra.
Pro podzim 2013 vybrala městská část Praha 10 tři veřejná prostranství, jejichž budoucí podobu chtěla řešit pomocí participačních setkání s občany v rámci Strategie pro veřejné prostory Prahy 10. Patřila mezi ně i prostranství u obchodních domů Cíl a Květ na Zahradním Městě, kde povrchy jsou za hranicí životnosti a rozvržení prostoru neodpovídá potřebám obyvatel.
Městská část Praha 10 v roce 2013 uskutečnila pokus zapojit do návrhu řešení veřejného prostoru i občany a také vyzvala k návrhu revitalizace dva architektonické ateliéry, Molo architekti a Ti2 architekti, jejichž výsledkem byly dvě ideové studie, teré byly prezentovány 4. prosince 2013. Projektovou dokumentaci pro územní rozhodnutí a stavební řízení pak zpracoval vybraný ateliér Ti2 architekti. Územní rozhodnutí nabylo právní moci 18. července 2017 a stavební povolení bylo vydáno 11. září 2017. Realizaci přestavby veřejného prostranství datuje web městské části na roky 2018–2019.
Návrhu Molo architekti bylo v hodnocení především vytknuto, že mu chybí sjednocující prvek a že navržené rozmístění stromů je náhodné. Vybraný návrh Ti2 architekti rozmístil stromy v pravidelné čtvercové síti 10×10 metrů a návrh poskytuje méně prostoru na aktivity občanů. Osvětlení je řešeno originálně lampami zavěšenými na síti ocelových lanek v prostoru mezi domy. Návrhu je také vyčitána návaznost na tzv. „variantu les“, která v participačním řízení nebyla občany podporována. Výběrová komise doporučila vynechat některé stromy v rastru mřížky a nahradit je například herními prvky nebo jinými plochami pro aktivity. Oba návrhy komise označila za vysoce hodnotné.
V roce 2016 stále zůstává na prostranství před Cílem rozbitý beton, díry v asfaltu a prázdný nechutný prostor, který obsazují bezdomovci a nepříliš vábní obyvatelé zdejší ubytovny.

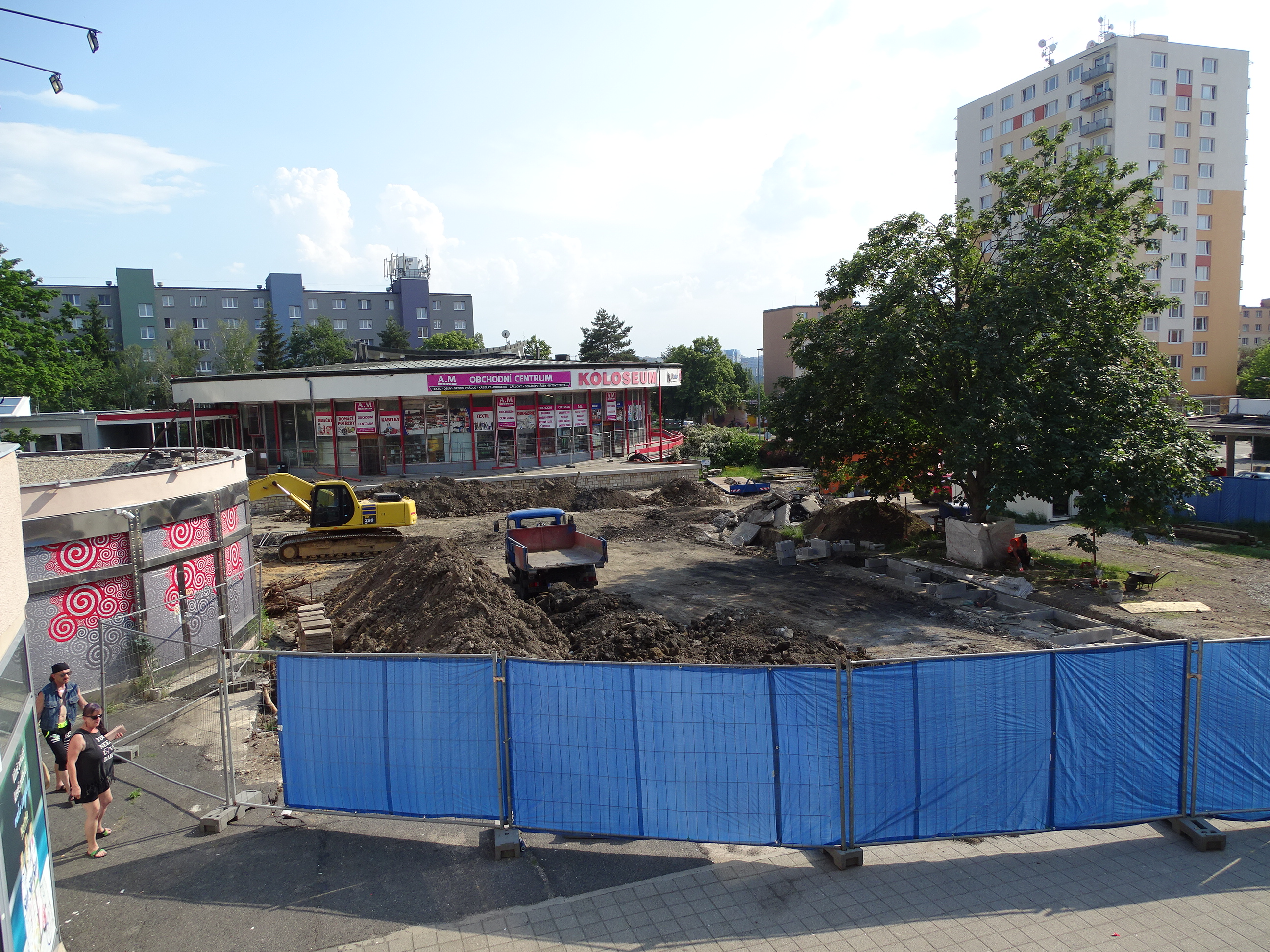
Úpravy terénu v červnu 2019

V březnu 2019 začala revitalizace prostranství, prostor před obchodním centrem byl uzavřen a již v březnu se začalo stavět. Během prázdnin byly ukončeny demoliční práce a začalo se s úpravou terénu a pokládáním nové dlažby s přípravou na nové stromy. Bylo vysazeno několik nových Javorů, kolem kterých byly dány půlkruhové lavičky. Vzniklo též nové dřevěné pódium s pítkem. Dne 24. října 2019 bylo prostranství uvedeno do provozu.

## Doprava

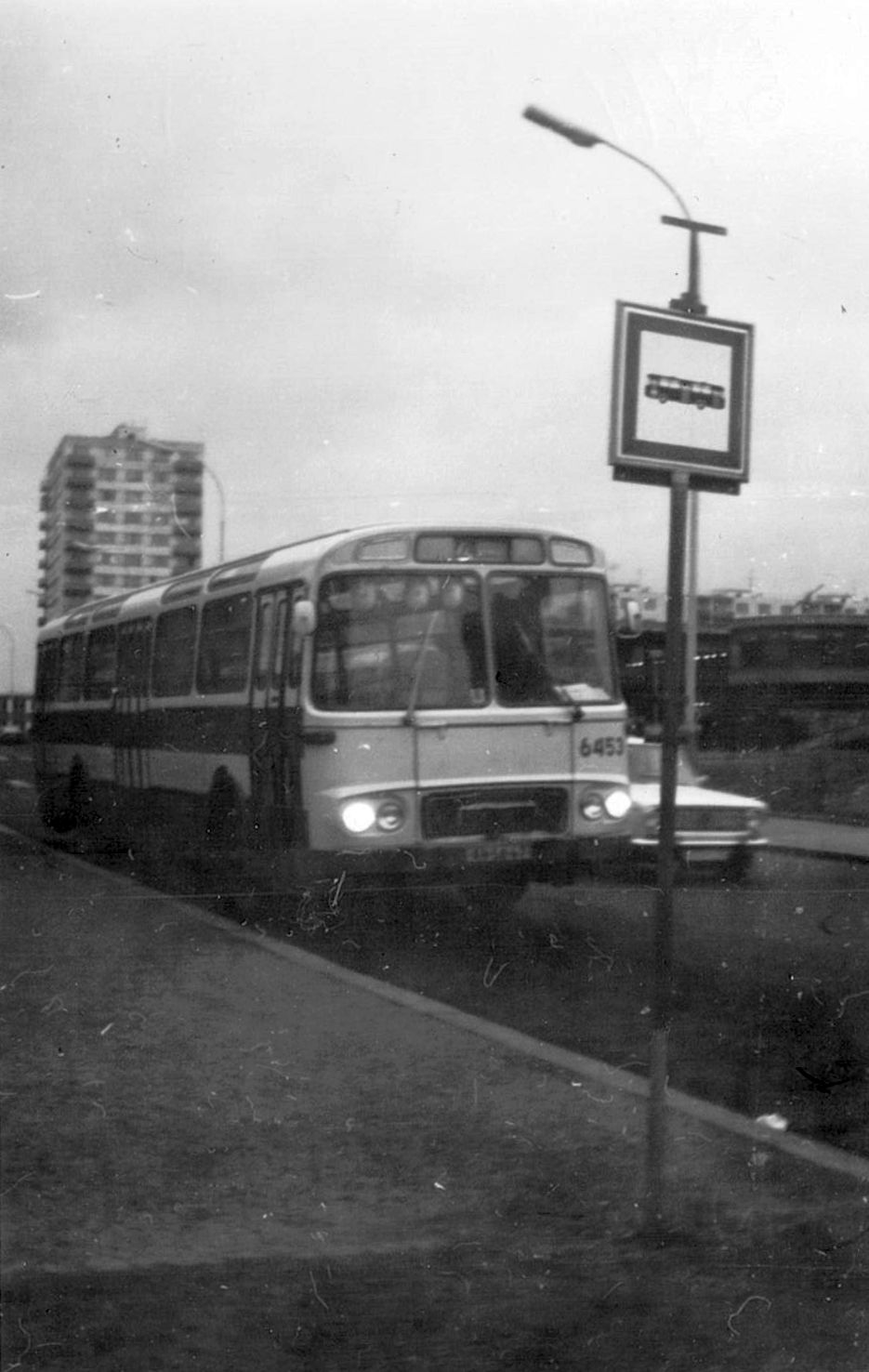
Autobusová zastávka u Cíle v roce 1981

Podle obchodního centra se od počátku jmenovala autobusová zastávka „Cíl“, pro končící linky označovaná „Zahradní Město, Cíl“. Na autobusové otočce v rozšíření Kapraďové ulice za restaurací Vesna a kulturním střediskem končívala autobusová linka 175 (původně zavedená od 31. ledna 1972 jako překryvná linka č. 275, toto číslo nesla až do 9. května 1974), která jezdila směrem na Vinohrady, Žižkov, Florenc a Severní Město, v souvislosti prodlužováním trasy metra A pak byla nahrazena linkou 224, která sloužila jako napaječ metra nejprve ke stanici Želivského, později ke stanici Strašnická. Místní stálicí je autobusová linka 195 ve směru od Vysočan, zřízená 9. května 1974, která původně sloužila zejména pro spojení s vysočanskou průmyslovou oblastí, od křižovatky u Cíle pokračovala Jabloňovou ulicí do západního Zahradního Města, kde končila a dodnes končí. S prodloužením metra na Skalku se pro linku 224 stala zastávka u Cíle jen nácestnou, v lokalitě se vystřídaly i linky 101, 138 či 145, nověji tudy bylo zavedeno i několik nočních linek. V letech 2010–2012 ještě sloužila autobusová otočka jako obratiště pro midibusovou linku pro tělesně postižené s číslem 2, v jejímž provozování se vystřídaly Societa o. p. s. a About Me s.r.o.
V Topolové ulici při obchodním centru měla autobusová zastávka od počátku velkorysé bytelné zastřešení. Zde od počátku byly za sebou na společné hraně dvě autobusové zastávky: čelní pro linku 195 směrem na Malešice a Vysočany, zadní pro linky jedoucí do centra či k metru (175, 224). Po prodloužení linky metra A na Skalku byla obě stání sloučena do čelního. Zastřešený prostor nástupiště byl vyplněn dvěma vestavbami, z nichž čelní nahradila původní mobilní trafiku a dále se v ní snažily přežít různé prodejny pečiva či komorní občerstvení s posezením, v zadním působila dílnička pro opravy obuvi a výrobu klíčů, po jejímž krachu objekt pustne.